# 113-та бригада зв'язку (СРСР)
13-та Проскурівська двічі Червонопрапорна бригаду зв'язку (13 БрЗ, в/ч 59208) — частина військ зв'язку Радянської армії.

## Історія
20 липня 1942 року в місті Сердобськ на базі 5-ї команди зв'язку був сформований 5-й окремий полк зв'язку 1-ї Гвардійської армії. 
Бойове хрещення особовий склад 5-го окремого полку зв'язку пройшов поблизу річки Дон, а саме в селищі Нижній Мамон. У 1943 році частина брала участь у визволенні Києва.
3 квітня 1944 року за відмінне забезпечення зв'язку та активну участь у визволенні м. Проскурів (нині м. Хмельницький) наказом Верховного Головнокомандувача полку було присвоєно почесне найменування «Проскурівський». В серпні цього ж року за мужність та героїзм, виявлений в боях за місто Станіслав (нині м. Івано-Франківськ), 5-й окремий полк зв'язку був нагороджений орденом Червоного Прапора. У 1945 році перемогу зустрів у Чехословаччині.
У роки Другої світової війни за мужність та відвагу 721 військовослужбовець був нагороджений орденами та медалями.
З 25 липня 1945 року полк розміщувався в Києві. Військовики брали участь у відбудові Києва, зокрема — вулиці Хрещатик.
У 1961 році полк зв’язку переміщується в Гостомель, на цій території було всього три будинки, крім цих трьох будинків не було більше нічого, навіть води. Все починалося з нуля.
В 1968 році за успіхи у бойовій підготовці та заслуги полк удруге нагороджується орденом Червоного Прапора.
У 1976 році полк зв'язку переформовується в 113 двічі Червонопрапорну бригаду зв'язку.
Окрім виконань завдань за призначенням, особовий склад полку також залучався до виконання завдань в Афганістані, ліквідації наслідків аварії на Чорнобильській АЕС, брав участь у рятувальних роботах у Вірменії після землетрусу.
Після розпаду СРСР у 1992 році, 113 Проскурівська двічі Червонопрапорна бригада зв'язку увійшла до складу Збройних сил України. Згодом була переформована як 1-й окремий польовий вузол зв'язку.